# 52e législature de la Chambre des représentants de Belgique
28 juin 2007 -  7 mai 2010
51e 53e
Palais de la Nation, Bruxelles.
La 52e législature de la Chambre des représentants de Belgique est la législature qui a débuté le 28 juin 2007. Elle englobe le gouvernement Verhofstadt III intérimaire, ensuite les gouvernements Leterme I et Van Rompuy. Elle s'est terminée le 7 mai 2010, à la suite de la démission du gouvernement Leterme II.

## Bureau
- Président : Patrick Dewael (Open VLD),
- 1er vice-président : Corinne De Permentier (MR),
- 2d vice-présidente : André Flahaut (PS).
- Autres vice-présidents:
  - Dirk Van der Maelen (Sp.a)
  - Filip De Man (VB)
  - Mia De Schamphelaere (CD&V)

## Élus
Cette liste donne l'état à la dissolution des chambres le 6 mai 2010.

## Députés (150)

### Partis francophones (62)

#### Mouvement réformateur(23)
| Nom                                                                                   | En remplacement de  | Circonscription        | Fonction                          |
| ------------------------------------------------------------------------------------- | ------------------- | ---------------------- | --------------------------------- |
| Daniel Bacquelaine                                                                    | .                   | Liège                  | chef de groupe                    |
| Xavier Baeselen (25 juin 2009)                                                        | Florence Reuter     | Bruxelles-Hal-Vilvorde |                                   |
| François Bellot                                                                       | .                   | Namur                  |                                   |
| David Clarinval (21 décembre 2007)                                                    | Sabine Laruelle     | Namur                  |                                   |
| Olivier Destrebecq du 20 mars 2008 au 25 juin 2009 Françoise Colinia (2 juillet 2009) | Olivier Chastel     | Hainaut                |                                   |
| Philippe Collard                                                                      |                     | Luxembourg             |                                   |
| Valérie De Bue                                                                        |                     | Brabant wallon         |                                   |
| François-Xavier de Donnea                                                             |                     | Bruxelles-Hal-Vilvorde |                                   |
| Corinne De Permentier                                                                 |                     | Bruxelles-Hal-Vilvorde | 1er vice-présidente de la Chambre |
| Olivier Destrebecq (25 juin 2009)                                                     | Jean-Luc Crucke     | Hainaut                |                                   |
| Daniel Ducarme                                                                        |                     | Bruxelles-Hal-Vilvorde |                                   |
| Denis Ducarme                                                                         |                     | Hainaut                |                                   |
| Jean-Jacques Flahaux                                                                  |                     | Hainaut                |                                   |
| Jacqueline Galant                                                                     |                     | Hainaut                |                                   |
| Luc Gustin (25 juin 2009)                                                             | Pierre-Yves Jeholet | Liège                  |                                   |
| Olivier Hamal                                                                         | Hervé Jamar         | Liège                  |                                   |
| Kattrin Jadin                                                                         |                     | Liège                  |                                   |
| Carine Lecomte                                                                        |                     | Luxembourg             |                                   |
| Josée Lejeune(21 décembre 2007)                                                       | Didier Reynders     | Liège                  |                                   |
| Xavier Baeselen du 20 mars 2008 au 25 juin 2009 Éric Libert (25 juin 2009)            | Bernard Clerfayt    | Bruxelles-Hal-Vilvorde |                                   |
| Olivier Maingain                                                                      |                     | Bruxelles-Hal-Vilvorde |                                   |
| Marie-Christine Marghem                                                               |                     | Hainaut                |                                   |
| Jacques Otlet (21 décembre 2007)                                                      | Charles Michel      | Brabant wallon         |                                   |

#### Parti socialiste(20)
| Nom | En remplacement de                                  | Circonscription        | Fonction                        |
| --- | --------------------------------------------------- | ---------------------- | ------------------------------- |
| Marie Arena remplacée par Camille Dieu du 5 juillet 2007 au 19 juillet 2007 remplacée par Bruno Van Grootenbrulle du 9 octobre 2007 au 25 juin 2009 remplacée par Isabelle Privé du 25 juin 2009 au 17 juillet 2009 |                                                     | Hainaut                |                                 |
| Sophie Pécriaux du 21 décembre 2007 au 23 juin 2009 Philippe Blanchart (25 juin 2009) | Christian Dupont                                    | Hainaut                |                                 |
| Colette Burgeon |                                                     | Hainaut                |                                 |
| Guy Coëme |                                                     | Liège                  |                                 |
| Jean Cornil | Charles Picqué                                      | Bruxelles-Hal-Vilvorde |                                 |
| Valérie Déom du 5 juillet 2007 au 19 juillet 2007 Valérie Déom 16 juillet 2009 | Claude Eerdekens                                    | Namur                  |                                 |
| Camille Dieu (9 octobre 2007) | Rudy Demotte                                        | Hainaut                |                                 |
| André Flahaut |                                                     | Brabant wallon         | 2e vice-président de la Chambre |
| André Frédéric |                                                     | Liège                  | .                               |
| Thierry Giet (5 juillet 2007) | Michel Daerden                                      | Liège                  | chef de groupe                  |
| Karine Lalieux | Laurette Onkelinx                                   | Bruxelles-Hal-Vilvorde | .                               |
| Marie-Claire Lambert |                                                     | Liège                  |                                 |
| Alain Mathot |                                                     | Liège                  |                                 |
| Yvan Mayeur |                                                     | Bruxelles-Hal-Vilvorde |                                 |
| Valérie Déom du 24 avril 2008 au 16 juillet 2009 Guy Milcamps (16 juillet 2009) | Jean-Marc Delizée au lieu de Maryse Declercq-Robert | Namur                  |                                 |
| Patrick Moriau |                                                     | Hainaut                |                                 |
| Linda Musin |                                                     | Liège                  |                                 |
| André Perpète |                                                     | Luxembourg             |                                 |
| Éric Thiébaut |                                                     | Hainaut                |                                 |
| Bruno Van Grootenbrulle (25 juin 2009) | Elio Di Rupo                                        | Hainaut                |                                 |

#### Centre démocrate humaniste(10)
| Nom                                                                            | En remplacement de      | Circonscription        | Fonction       |
| ------------------------------------------------------------------------------ | ----------------------- | ---------------------- | -------------- |
| Josy Arens                                                                     |                         | Luxembourg             |                |
| Christian Brotcorne                                                            |                         | Hainaut                | chef de groupe |
| Georges Dallemagne(20 mars 2008)                                               | Benoît Cerexhe          | Bruxelles-Hal-Vilvorde |                |
| Joseph George(5 juillet 2007)                                                  | Melchior Wathelet       | Liège                  |                |
| Catherine Fonck remplacée par David Lavaux (du 5 juillet 2007 au 25 juin 2009) |                         | Hainaut                |                |
| Clotilde Nyssens (5 juillet 2007)                                              | Joëlle Milquet          | Bruxelles-Hal-Vilvorde |                |
| Isabelle Tasiaux-De Neys (28 juin 2009)                                        | Maxime Prévot           | Namur                  |                |
| David Lavaux (28 juin 2009)                                                    | Véronique Salvi         | Hainaut                |                |
| Marie-Martine Schyns(20 mars 2008)                                             | Marie-Dominique Simonet | Liège                  |                |
| Brigitte Wiaux (5 juillet 2007)                                                | André Antoine           | Brabant wallon         |                |

#### Ecolo(8)
| Nom                             | En remplacement de | Circonscription        | Fonction       |
| ------------------------------- | ------------------ | ---------------------- | -------------- |
| Juliette Boulet                 |                    | Hainaut                |                |
| Zoé Genot                       |                    | Bruxelles-Hal-Vilvorde |                |
| Muriel Gerkens                  |                    | Liège                  | chef de groupe |
| Georges Gilkinet                |                    | Namur                  |                |
| Éric Jadot (15 juillet 2009)    | Philippe Henry     | Liège                  |                |
| Fouad Lahssaini                 |                    | Bruxelles-Hal-Vilvorde |                |
| Ronny Balcaen (15 juillet 2009) | Jean-Marc Nollet   | Hainaut                |                |
| Thérèse Snoy                    |                    | Brabant wallon         |                |

#### Front national(1)
| Nom                | En remplacement de | Circonscription | Fonction |
| ------------------ | ------------------ | --------------- | -------- |
| Patrick Cocriamont |                    | Hainaut         |          |

### Partis flamands (88)

#### Christen-Democratisch en Vlaams(23)
| Nom                                                                                         | En remplacement de   | Circonscription        | Fonction       |
| ------------------------------------------------------------------------------------------- | -------------------- | ---------------------- | -------------- |
| Sonja Becq                                                                                  |                      | Bruxelles-Hal-Vilvorde |                |
| Hendrik Bogaert                                                                             |                      | Flandre-Occidentale    |                |
| Ingrid Claes (22 mars 2008)                                                                 | Carl Devlies         | Louvain (arrond)       |                |
| Lieve Van Daele (21 décembre 2007-17 janvier 2008) Jenne De Potter(17 janvier 2008)         | Pieter De Crem       | Flandre-Orientale      |                |
| Mia De Schamphelaere                                                                        |                      | Anvers                 |                |
| Roel Deseyn                                                                                 |                      | Flandre-Occidentale    |                |
| Leen Dierick                                                                                |                      | Flandre-Orientale      |                |
| Michel Doomst                                                                               |                      | Bruxelles-Hal-Vilvorde |                |
| Luc Goutry                                                                                  |                      | Flandre-Occidentale    |                |
| Gerald Kindermans                                                                           |                      | Limbourg               |                |
| Nathalie Muylle                                                                             |                      | Flandre-Occidentale    |                |
| Katrien Partyka                                                                             |                      | Louvain (arrond)       |                |
| Raf Terwingen(28 juin 2007)                                                                 | Jan Peumans (N-VA)   | Limbourg               |                |
| Ilse Uyttersprot                                                                            |                      | Flandre-Orientale      |                |
| Lieve Van Daele (17 janvier 2008)                                                           | Peter Leyman         | Flandre-Orientale      |                |
| Jef Van den Bergh                                                                           |                      | Anvers                 |                |
| Liesbeth Van der Auwera                                                                     |                      | Limbourg               |                |
| Stefaan Vercamer                                                                            |                      | Flandre-Orientale      |                |
| Mark Verhaegen                                                                              |                      | Anvers                 |                |
| Servais Verherstraeten                                                                      |                      | Anvers                 | chef de groupe |
| Katrien Schryvers du 21 décembre 2007 au 30 décembre 2008 Luc Peetermans (27 novembre 2009) | Inge Vervotte        | Anvers                 |                |
| Kristof Waterschoot (2 juillet 2009)                                                        | Bart De Wever (N-VA) | Anvers                 |                |
| Hilâl Yalçin(28 juin 2007)                                                                  | Johan Sauwens        | Limbourg               |                |

#### Open Vlaamse Liberalen en Democraten(18)
| Nom                                                                               | En remplacement de       | Circonscription        | Fonction                |
| --------------------------------------------------------------------------------- | ------------------------ | ---------------------- | ----------------------- |
| Yolande Avontroodt                                                                |                          | Anvers                 |                         |
| Rik Daems                                                                         |                          | Louvain (arrond)       |                         |
| Maggie De Block                                                                   |                          | Bruxelles-Hal-Vilvorde |                         |
| Mathias De Clercq (21 décembre 2007)                                              | Karel De Gucht           | Flandre-Orientale      |                         |
| Herman De Croo                                                                    |                          | Flandre-Orientale      |                         |
| Sofie Staelraeve (20 mars 2008-2 juillet 2009) Roland Defreyne (2 juillet 2009)   | Vincent Van Quickenborne | Flandre-Occidentale    |                         |
| Katia della Faille de Leverghem                                                   |                          | Louvain (arrond)       |                         |
| Patrick Dewael remplacé par Bruno Steegen du 21 décembre 2007 au 30 décembre 2008 |                          | Limbourg               | Président de la chambre |
| Sabien Lahaye-Battheu                                                             |                          | Flandre-Occidentale    |                         |
| Willem-Frederik Schiltz                                                           |                          | Anvers                 |                         |
| Bart Somers                                                                       |                          | Anvers                 |                         |
| Ine Somers du 31 décembre 2008 au 17 juillet 2009 Ine Somers (16 septembre 2009)  | Guido De Padt            | Flandre-Orientale      |                         |
| Sofie Staelraeve (2 juillet 2009)                                                 | Bart Tommelein           | Flandre-Occidentale    |                         |
| Luk Van Biesen                                                                    |                          | Bruxelles-Hal-Vilvorde |                         |
| Ludo Van Campenhout                                                               |                          | Anvers                 |                         |
| Carina Van Cauter                                                                 |                          | Flandre-Orientale      |                         |
| Hilde Vautmans                                                                    |                          | Limbourg               | chef de groupe          |
| Geert Versnick                                                                    |                          | Flandre-Orientale      |                         |

#### Vlaams Belang(16)
| Nom                            | En remplacement de           | Circonscription        | Fonction       |
| ------------------------------ | ---------------------------- | ---------------------- | -------------- |
| Gerolf Annemans                |                              | Anvers                 | chef de groupe |
| Koen Bultinck                  |                              | Flandre-Occidentale    |                |
| Alexandra Colen                |                              | Anvers                 |                |
| Guy D'haeseleer                |                              | Flandre-Orientale      |                |
| Rita De Bont                   |                              | Anvers                 |                |
| Filip De Man                   |                              | Bruxelles-Hal-Vilvorde |                |
| Hagen Goyvaerts                |                              | Louvain (arrond)       |                |
| Bart Laeremans (28 juin 2007)  | Greet Van Linter             | Bruxelles-Hal-Vilvorde |                |
| Peter Logghe (28 juin 2007)    | Agnes Bruyninckx-Vandenhoudt | Flandre-Occidentale    |                |
| Jan Mortelmans                 |                              | Anvers                 |                |
| Barbara Pas (28 juin 2007)     | Gerda Van Steenberge         | Flandre-Orientale      |                |
| Annick Ponthier (30 juin 2009) | Linda Vissers                | Limbourg               |                |
| Bert Schoofs                   |                              | Limbourg               |                |
| Bruno Stevenheydens            |                              | Flandre-Orientale      |                |
| Bruno Valkeniers               |                              | Anvers                 |                |
| Francis Van den Eynde          |                              | Flandre-Orientale      |                |

#### Socialistische Partij Anders(14)
| Nom                             | En remplacement de    | Circonscription        | Fonction       |
| ------------------------------- | --------------------- | ---------------------- | -------------- |
| Hans Bonte                      |                       | Bruxelles-Hal-Vilvorde |                |
| Maya Detiège                    |                       | Anvers                 |                |
| Dalila Douifi                   |                       | Flandre-Occidentale    |                |
| David Geerts                    | Patrick Janssens      | Anvers                 |                |
| Meryame Kitir                   |                       | Limbourg               |                |
| Renaat Landuyt                  |                       | Flandre-Occidentale    |                |
| Jan Peeters                     |                       | Anvers                 |                |
| Cathy Plasman (30 juin 2009)    | Freya Van den Bossche | Flandre-Orientale      |                |
| Magda Raemaekers (30 juin 2009) | Peter Vanvelthoven    | Limbourg               |                |
| Bruno Tobback                   |                       | Louvain (arrond)       |                |
| Bruno Tuybens                   |                       | Flandre-Orientale      |                |
| Christine Van Broeckhoven       |                       | Anvers                 |                |
| Dirk Van der Maelen             |                       | Flandre-Orientale      | chef de groupe |
| Ludwig Vandenhove               | Hilde Claes           | Limbourg               |                |

#### Nieuw-Vlaamse Alliantie(7)
| Nom                                                                          | En remplacement de      | Circonscription        | Fonction       |
| ---------------------------------------------------------------------------- | ----------------------- | ---------------------- | -------------- |
| Patrick De Groote (31 décembre 2008)                                         | Stefaan De Clerck(CD&V) | Flandre-Occidentale    |                |
| Els De Rammelaere                                                            |                         | Flandre-Occidentale    |                |
| Jan Jambon(28 juin 2007)                                                     | Kris Peeters(CD&V)      | Anvers                 | chef de groupe |
| Peter Luykx (21 décembre 2007-31 décembre 2008) Peter Luykx (2 juillet 2009) | Jo Vandeurzen (CD&V)    | Limbourg               |                |
| Sarah Smeyers                                                                |                         | Flandre-Orientale      |                |
| Flor Van Noppen                                                              |                         | Anvers                 |                |
| Ben Weyts(31 décembre 2008)                                                  | Herman Van Rompuy(CD&V) | Bruxelles-Hal-Vilvorde |                |

#### Lijst Dedecker(5)
| Nom                                | En remplacement de | Circonscription     | Fonction       |
| ---------------------------------- | ------------------ | ------------------- | -------------- |
| Martine De Maght                   |                    | Flandre-Orientale   |                |
| Jean-Marie Dedecker                |                    | Flandre-Occidentale | chef de groupe |
| Robert Van de Velde (30 juin 2009) | Jurgen Verstrepen  | Anvers              |                |
| Dirk Vijnck                        |                    | Louvain (arrond)    |                |
| Paul Vanhie (30 juin 2009)         | Ulla Werbrouck     | Flandre-Occidentale |                |

#### Groen(4)
| Nom                    | En remplacement de | Circonscription        | Fonction |
| ---------------------- | ------------------ | ---------------------- | -------- |
| Meyrem Almaci          |                    | Anvers                 |          |
| Wouter De Vriendt      |                    | Flandre-Occidentale    |          |
| Tinne Van der Straeten |                    | Bruxelles-Hal-Vilvorde |          |
| Stefaan Van Hecke      |                    | Flandre-Orientale      |          |

#### Indépendant (1)
| Nom                                  | En remplacement de  | Circonscription | Fonction |
| ------------------------------------ | ------------------- | --------------- | -------- |
| Luc Sevenhans (transfuge NVA, ex-VB) | Marijke Dillen (VB) | Anvers          |          |